# Xyridacma veronicae
Xyridacma veronicae är en fjärilsart som beskrevs av Louis Beethoven Prout 1934. Xyridacma veronicae ingår i släktet Xyridacma och familjen mätare. Inga underarter finns listade i Catalogue of Life.